# Єврооблігація
Єврооблігації (інша назва — «євробонди» — від англ. eurobonds) — облігації, випущені в валюті, що є іноземною для емітента (як правило), що розміщуються за допомогою міжнародного синдикату андеррайтерів серед зарубіжних інвесторів, для яких дана валюта також, як правило, є іноземною.
В основному позичальниками, що випускають євробонди, виступають уряди, корпорації, міжнародні організації, зацікавлені в одержанні коштів на тривалий термін (від 7 до 40 років). Розміщуються євробонди інвестиційними та комерційними банками. Вони є одним з найнадійніших фінансових інструментів. Тому основними їхніми покупцями є інституційні інвестори: страхові та пенсійні фонди, інвестиційні компанії.
Приставка «євро» в даний час — данина традиції, оскільки перші єврооблігації з'явилися в Європі, торгівля ними здійснюється в основному там же.
Різновидом єврооблігацій є облігації «Драгон» (англ. dragon bonds) — євродоларові облігації, розміщені на азійському (в першу чергу, японському) ринку і мають лістинг на який-небудь азійській біржі, зазвичай в Сінгапурі або Гонконгу.
Для здійснення розрахунків за єврооблігаціями існують дві депозитарно-клірингові системи — Euroclear і Clearstream (раніше — Cedel).

## Українські єврооблігації

### Квазі-розміщення
Ряд фінансових аналітиків схильний вважати датою першого розміщення суверенних єврооблігацій 12 серпня 1997 р. Проте це не відповідає дійсності.
У цей час були випущені євродоларові зобов'язання (CLN)з терміном погашення 1 рік і ставкою LIBOR +3,25% під позику в розмірі $ 396 млн, що була надана японською фірмою Nomura..
Завдяки цьому Nomura отримала право на роботу як лід-менеджер з українськими середньо- і довгостроковими облігаціями зовнішньої позики.

### Перше розміщення в європейській валюті
11 лютого 1998 р. — Україна почала перше публічне розміщення суверенних єврооблігацій, номінованих у німецьких марках.
Обсяг емісії склав DM750 млн.
Термін погашення 26 лютого 2001 р.
Лід-менеджерами випуску єврооблігацій виступили американський банк Merrill Lynch і німецький Commerzbank.
Ставка дохідності за трирічними купонними облігаціях зовнішньої позики склала 16% річних, а з урахуванням комісійних — 16,2%.
Кошти по позиці надійшли в Україну 26 лютого.
Напередодні випуску суверенних облігацій, міжнародне рейтингове агентство Moody's привласнило Україні рейтинг B2 за довгостроковими валютними облігаціями, B3 — за довгостроковими валютними банківськими депозитами і рейтинг «Not Prime» — по короткострокових облігаціях.
Коментуючи емісію і процес розміщення першої емісії євробондів суверенної, міністр фінансів Ігор Мітюков зазначив: «Випуск Україною єврооблігацій здійснено відповідно до міжнародних процедур, що дозволило істотно знизити рівень ціни запозичення».

### Розміщення в ЕКЮ
9 березня 1998 р Україна здійснила другий вихід на міжнародний фінансовий ринок з облігаціями державної зовнішньої позики, номіновані в євро.
Механізм випуску таких облігацій допускав, що до введення в обіг єдиної європейської валюти євро вони будуть котируватися в ЕКЮ.
Під час презентацій, що передували підписці на облігації, виявилося, що попит на ці папери був надто великий. Завдяки цьому обсяг емісії було збільшено з 200 млн. ЕКЮ до 500 млн. ЕКЮ.
Основні параметри емісії:
- Дата оплати — 17 березня 1998;
- Дата погашення — 17 березня 2000;
- Відсоткова ставка по купону — 14,75% річних;
- Ціна розміщення — 99,5% від номіналу облігації;
- Прибутковість при розміщенні — 15,04% річних.

Лід-менеджером розміщення виступили SBC Warburg Dillon Read, в пул андеррайтерів увійшли: 1 група — Commerzbank, Bank Austria-Kreditanstalt, CS First Boston, Merrill Lynch і Nomura; 2 група — ABN Amro, Bank of America, BIL, Caboto, Carisbo, Credit Lyonnaise, Paribas, Salomon, UBP і West Merchant Bank.
Переважна частина паперів продана інституціональним інвесторам. Вони готові були придбати понад 90% облігацій, у тому числі 30% облігацій — британські інвестори, 25% — швейцарські, 20% — італійські.

### Перші українські корпоративні єврооблігації
ВАТ "Металургійний комбінат «Азовсталь» розмістило дебютний випуск нот участі (LPN) в кредиті з фіксованим купоном на суму $ 175 млн.
Папери випущені зі строком обігу п'ять років, з правом викупу через два роки. Прибутковість визначена в розмірі 9,125% річних. Передбачена піврічна виплата купона.
Лід-менеджером розміщення виступив ING-банк, ко-менеджером став Moscow Narodny Bank.
Випуску єврооблігацій МК «Азовсталь» було присвоєно рейтинг В3 рейтинговим агентством Moody's і В-(прогноз позитивний) агентством Standard & Poor's.